# Povl Mark
Povl Sørensen Mark (født 19. juni 1889 i Erslev, død 18. januar 1957 i Odense) var en dansk gymnast, som deltog i OL 1912 i Stockholm.
Mark deltog på det danske hold i svensk system ved OL 1912, hvor blot tre hold stillede op på Stockholms Stadion. Holdene kunne bestå af 16-40 gymnaster, og det svenske hold vandt klart med 937,46 point foran Danmark med 898,84 point, mens Norge blev nummer tre med 857,21 point.